# Ceraphron flaviventris
Ceraphron flaviventris är en stekelart som beskrevs av Jean-Jacques Kieffer 1907. Ceraphron flaviventris ingår i släktet Ceraphron och familjen pysslingsteklar. Inga underarter finns listade i Catalogue of Life.